# Редло (Голеньовський повіт)
Редло (пол. Redło, нім. Pflugrade) — село в Польщі, у гміні Осіна Голеньовського повіту Західнопоморського воєводства.
Населення — 247 осіб (2011).
У 1975-1998 роках село належало до Щецинського воєводства.

## Демографія
Демографічна структура станом на 31 березня 2011 року:
|          | Загалом | Допрацездатний вік | Працездатний вік | Постпрацездатний вік |
| -------- | ------- | ------------------ | ---------------- | -------------------- |
| Чоловіки | 128     | 27                 | 84               | 17                   |
| Жінки    | 119     | 30                 | 63               | 26                   |
| Разом    | 247     | 57                 | 147              | 43                   |